# Rogers Becerra Casanovas
Rogers Becerra Casanovas (9 de agosto de 1924 - 26 de octubre de 2005) fue un músico, compositor, investigador y escritor boliviano, autor de clásicos del folclore oriental,  profundizó las raíces de los diferentes ritmos musicales del departamento del Beni y en particular del Taquirari .

## Biografía
Nació en la ciudad de Trinidad, departamento del Beni,el 9 de agosto de 1924. Maestro egresado de la Normal de Educación Musical, gran investigador y folclorista. Compuso música popular, música selecta y escolar. Autor de taquiraris, carnavales, valses, boleros, chovenas y cuecas. Tiene en su haber valiosas piezas musicales como: Misterios del corazón, No volveré a querer, Embrujo y Ritornelo en el viento. Su contribución literaria a la cultura es invalorable; se pueden citar sus obras: Reliquias de Moxos, Curso elemental de teoría e historia general de la música, Interpretación histórica musical y muchos otros. Becerra ha sido merecedor de importantes premios departamentales y nacionales, además de haber participado de manera decisiva en entidades culturales de Bolivia. En la década del setenta dirigió la Casa de la Cultura de Riberalta.
Fue uno de los músicos y compositores de mayor trascendencia del departamento del Beni, se puede decir que el ambiente en el que creció le permitió captar y diferenciar los trinos de las aves, los murmullos de los ríos, los cantos alegres de los danzarines en las fiestas de los pueblos, y a medida que crecía, se fue interesando por las costumbres, la música y las tradiciones que correspondían a esos pueblos alejados de la influencia de los conquistadores, por lo que decidió estudiar música, sus estudios los realizó en la sección musical de la escuela nacional de maestros de Sucre, egresando con el título de profesor de educación musical y artística, de retorno a su tierra natal, comenzó la tarea de investigar y profundizar sus conocimientos sobre los géneros musicales de toda la región del Beni, al mismo tiempo que prestando sus servicios en establecimientos escolares.
Becerra no solo se destacó como docente especialista en coros y teoría musical, sino que dedicó la mayor parte de su tiempo en la investigación etnomusicológica realizando importantes indagaciones sobre algunas tribus de su tierra, investigaciones que fueron plasmadas en un interesante libro titulado “Reliquias de Moxos”.
Así mismo publica un libro sobre Cultura Musical, especie de compendio o síntesis de teoría, historia, formas y temas sobre Música Boliviana aplicables a los contenidos programáticos del ciclo secundario, constituyendo por tal razón en valiosa fuente de información para maestros y alumnos.
Todas las obras están descritas en un léxico propio y de ligera asimilación. Durante su vida profesional y artística realizó varias y destacadas actuaciones, dictó conferencias sobre ”las Danzas Folklóricas del Beni”, “La Música en Bolivia”, en las principales ciudades de Bolivia.
En el campo de la composición musical Becerra Casanovas escribió importantes obras musicales las que compartió con destacados poetas que escribieron sus letras entre ellos, Ambrosio García, Hormando Ortiz, Alcíndo Claros,  Nataniel Becerra, José Luis Herbas, Mariano Méndez, Horacio Ribera, Cesar Chávez  y otros.

## Obra
Entre sus composiciones destacan los siguientes taquiraris: 
- Misterios del corazón-con letra de Hormando Ortiz Chávez
- Viva Trinidad- con letra de "Hormando Ortiz Chávez"
- Embrujo - con letra de Hormando Ortiz Chávez
- Quise darte- con letra de Hormando Ortiz Chávez
- Recuerdos
- No volveré a querer- con letra de Hormando Ortiz Chávez
- Canción de amor
- No pienso olvidar
- Amor
- Despertar
- Inspiración
- Soledad -con letra de Ambrosio García.
- Vaca vieja - carnaval con letra de Alcindo Claros.
- Tata presidente - con letra de Nataniel Becerra.
- Vals de la Ilusión - con letra de José Luis Herbas.
- Voces del Paititi - con letra de Horacio Rivero.
- Payuje de amor - con letra de Cesar Chávez  y muchas obras más.

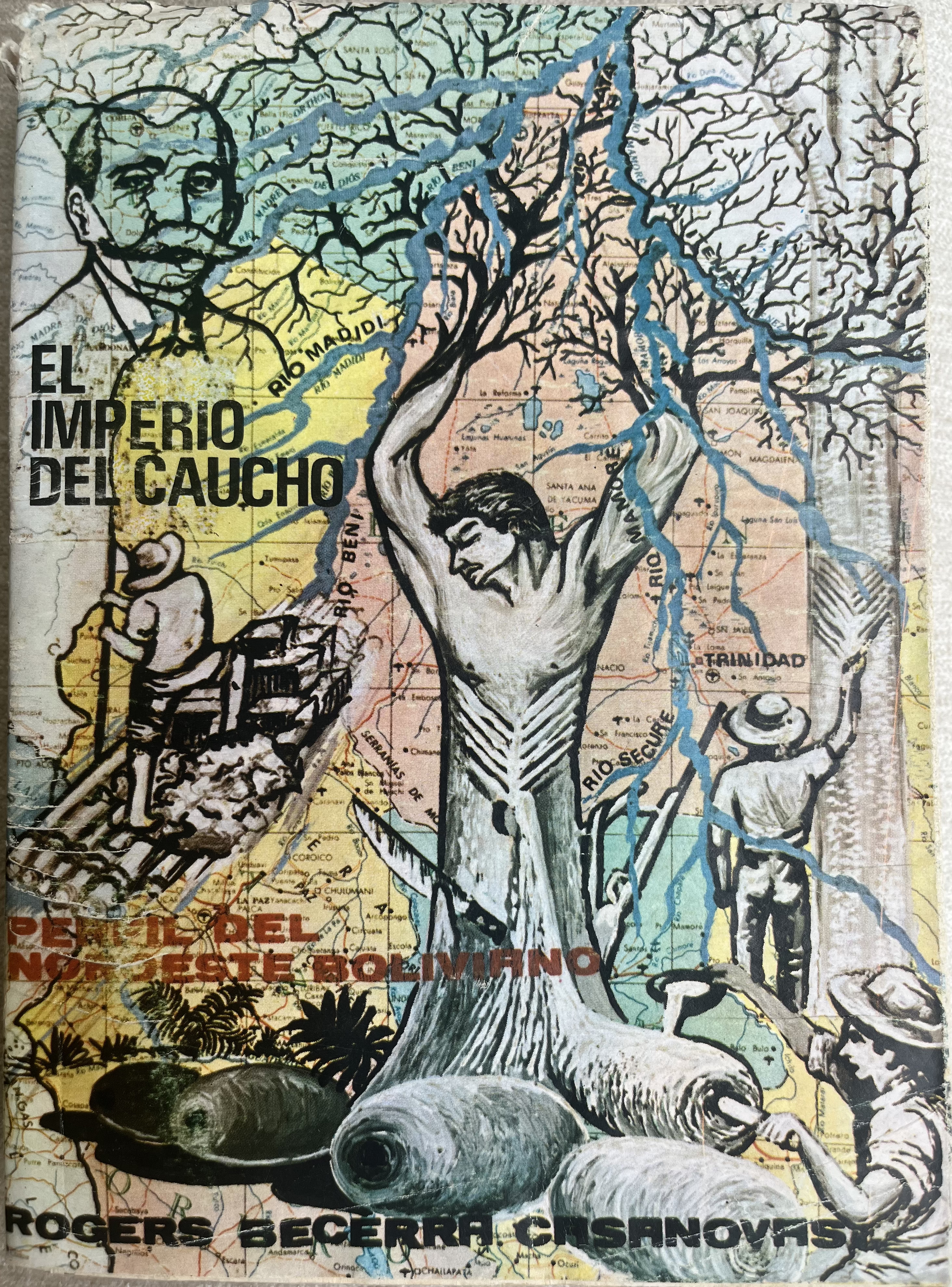
Portada de una de las obras del autor.

También entre sus obras se encuentran los libros:
- El imperio del caucho
- Retablos coloniales del Beni
- Adiciones históricas del Beni
- A más población mayor territorio
- De ayer y de hoy, diccionario del idioma mojeño
- Voces del Paititi
- En las playas del Beni

Asimismo, recopiló muchas melodías de los pueblos originarios benianos; la más conocida es “Piama, piama”, una canción moxeña que, en idioma nativo, dice: 
“Piama, piama etamerirá, nicutichayaré chuculate./ Nuti paure, pare sami, naji, naji, naji temunacanú.”
Se canta habitualmente seguida de su traducción al castellano: 
“Dame, dame esa tutuma que es para medir el chocolate/ Como soy pobre y no tengo plata/ nadie, nadie me quiere así.”

Rogers Becerra  no solo se limitó componer música, sino que también fue un investigador que tuvo un gran conocimiento de historia. Fue el compositor preferido de la cantante boliviana Gladys Moreno.
Aparte de la educación Musical, ocupó importantes cargos públicos, entre ellos el de Prefecto del Departamento del Beni. Murió en Santa Cruz de la Sierra el 26 de octubre de 2005 a la edad de 81 años.